# 1940年3月23日月食
1940年3月23日月食为一次在协调世界时1940年3月23日出現的半影月食。該次月食半影食分為0.104、全影食分為-0.874。

## 概述
這次月食的食分是12.15。

## 基本參數
- 類型：半影月食
- 食甚資料：
  - 日期：1940年3月23日
  - 時間：19:48
  - 月球位置：赤經12.15度、赤緯-2.7度
  - 食分：半影食分：0.104、全影食分：-0.874

## 外部連結
- NASA月食專頁（页面存档备份，存于）（英文）